# Anastasis
| Совокупная оценка    | Совокупная оценка |
| Источник             | Оценка            |
| -------------------- | ----------------- |
| Metacritic           | 69/100            |
| Оценки критиков      |                   |
| Источник             | Оценка            |
| AllMusic             | [ 3 ]             |
| Chicago Tribune      | [ 4 ]             |
| Consequence of Sound | [ 5 ]             |
| The Line of Best Fit | [ 6 ]             |
| musicOMH             | [ 7 ]             |
| The NewReview        | [ 8 ]             |
| Paste                | 5.4/10            |
| Pitchfork            | 8.0               |
| PopMatters           | [ 11 ]            |
| Мир фантастики       | [ 12 ]            |

Anastasis (греч. Возрождение, воскрешение) — восьмой студийный альбом группы Dead Can Dance, изданный в 2012 году. Это первый диск дуэта, изданный после шестнадцатилетнего перерыва.

## Критика
Нед Рэггетт в своей рецензии в Pitchfork Media отметил, что Dead Can Dance охотно используют новые технологии звукозаписи наравне с традиционными, редкими и оригинальными инструментами, среди которых янцинь и боуран. Альбом выглядит как логичное продолжение работ группы, выпущенных в девяностых; он более спокоен и менее помпезен, но голоса вокалистов остаются по-прежнему мощными и приятными — вокал Перри напоминает «спокойное призывание древних знаний», а манера Джеррард «захватывает». При этом разделение вокальных партий — не столько стилистическое, сколько «идеологическое»: если Перри в композициях «Amnesia» и «All in Good Time» (а также в «изысканно ритуальной» «Children of the Sun») возвращается к мистическим корням проекта, то Джеррард в песне «Anabasis» полностью использует возможности своего богатого, тёплого голоса, чтобы захватить внимание слушателя. Альбом слушается как единое, цельное произведение, но у каждого трека есть собственные достоинства. В целом же Anastasis, по мнению Рэггетта — достойное возвращение знаменитой группы.

## Список композиций
Слова и музыка всех песен — Dead Can Dance (Брендан Перри и Лиза Джеррард).
| №                   | Название                 | Длительность |
| ------------------- | ------------------------ | ------------ |
| 1.                  | «Children of the Sun»    | 7:33         |
| 2.                  | «Anabasis»               | 6:50         |
| 3.                  | «Agape»                  | 6:54         |
| 4.                  | «Amnesia»                | 6:36         |
| 5.                  | «Kiko»                   | 8:01         |
| 6.                  | «Opium»                  | 5:44         |
| 7.                  | «Return of the She-King» | 7:51         |
| 8.                  | «All in Good Time»       | 6:37         |
| Общая длительность: | Общая длительность:      | 56:06        |

## Чарты
| Чарт                    | Лучшая позиция |
| ----------------------- | -------------- |
| Top World Albums        | 1              |
| Swiss Albums (Romandie) | 1              |
| Poland Albums Top 50    | 1              |
| Dutch Albums Top 100    | 6              |
| Germany Albums Top 50   | 7              |
| Belgium Albums Top 50   | 11             |
| France Albums Top 150   | 13             |
| Italy Albums Top 100    | 13             |
| Swiss Albums Top 100    | 15             |
| Austria Albums Top 75   | 24             |
| Ireland Albums Top 100  | 34             |
| US Albums Top 100       | 46             |
| UK Albums Top 75        | 68             |
| Spain Albums Top 100    | 85             |